# 飯南郡
飯南郡为過去位於日本三重縣中部的郡，已於2005年1月1日因無管轄町村而被廢除。
在1896年成立時的轄區包括現在的松阪市除北部區域以外的大部分地區。

## 歷史

### 沿革

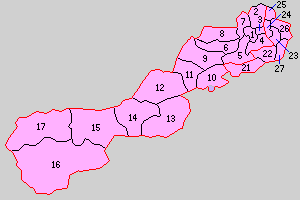
1896年飯南郡轄下的行政區劃：
1.松阪町、2.港村、3.鈴止村、4.神戶村、5.花岡村、6.松尾村、7.松江村、8.伊勢寺村、9.大河內村、10.茅廣江村、11.大石村、12.柿野村、13.粥見村、14.宮前村、15.川俁村、16.森村、17.波瀨村、21.射和村、22.神山村、23.櫛田村、24.朝見村、25.西黑部村、26.機殿村、27.漕代村
（桃色：現屬松阪市、紫色：現屬多氣町）

- 1896年4月1日：實施郡制（日语：郡制），飯高郡和飯野郡合併為飯南郡[1]，下設：松阪町、港村（日语：港村_(三重県)）、鈴止村（日语：鈴止村）、神戶村（日语：神戸村 (三重県飯南郡)）、花岡村（日语：花岡町 (三重県)）、松尾村（日语：松尾村 (三重県)）、松江村（日语：松江村 (三重県)）、伊勢寺村（日语：伊勢寺村）、大河內村（日语：大河内村 (三重県)）、茅廣江村（日语：茅広江村）、大石村（日语：大石村 (三重県)）、柿野村（日语：柿野町）、粥見村（日语：粥見町）、宮前村（日语：宮前村 (三重県)）、川俁村（日语：川俣村 (三重県)）、森村（日语：森村 (三重県)）、波瀨村（日语：波瀬村）、射和村（日语：射和村）、神山村（日语：神山村 (三重県)）、櫛田村（日语：櫛田村 (三重県)）、朝見村（日语：朝見村）、西黑部村（日语：西黒部村）、機殿村（日语：機殿村）、漕代村（日语：漕代村）。（1町23村）
- 1908年4月1日：神山村被廢除，轄區分別被併入射和村和櫛田村。（1町22村）
- 1921年1月1日：鈴止村被併入松阪町。（1町21村）
- 1923年4月1日：廢除郡會和郡參事會。
- 1924年1月1日：柿野村改制為柿野町（日语：柿野町）。（2町20村）
- 1924年4月1日：港村的部分地區被併入松阪町。
- 1926年7月1日：廢除郡役所，此後郡不再作為行政區劃，只作為地名的表示。
- 1931年4月1日：神戶村被併入松阪町。（2町19村）
- 1932年7月1日：花岡村改制為花岡町（日语：花岡町 (三重県)）。（3町18村）
- 1933年2月1日：松阪町改制為松阪市，並脫離飯南郡的管轄。（2町18村）
- 1933年2月11日：粥見村改制為粥見町（日语：粥見町）。（3町17村）
- 1948年12月25日：松江村和朝見村被併入松阪市。（3町15村）
- 1951年12月1日：伊勢寺村被併入松阪市。（3町14村）
- 1952年12月1日：機殿村被併入松阪市。（3町13村）
- 1954年10月15日：花岡町、西黑部村、港村、松尾村被併入松阪市。（2町10村）
- 1955年4月1日：漕代村、射和村、茅廣江村、大石村被併入松阪市。（2町6村）
- 1956年8月1日：（2町2村）
  - 粥見町和柿野町合併為飯南町（日语：飯南町 (三重県)）。
  - 宮前村、川俣村、森村、波瀨村合併為飯高町（日语：飯高町）。
- 1957年10月1日：大河內村、櫛田村被併入松阪市。（2町）
- 2005年1月1日：飯南町、飯高町、松阪市和一志郡嬉野町（日语：嬉野町 (三重県)）、三雲町（日语：三雲町）合併為新設立的松阪市[2]；同時飯南郡因無管轄町村而被廢除。

### 變遷表
| 1896年4月1日   | 1896年 - 1912年         | 1912年 - 1944年           | 1912年 - 1944年            | 1945年 - 1954年             | 1955年 - 1989年           | 1989年 - 現在             | 現在                      |
| -------------- | ----------------------- | ------------------------- | -------------------------- | --------------------------- | ------------------------- | ------------------------- | ------------------------- |
| 多氣郡東黑部村 | 多氣郡東黑部村          | 多氣郡東黑部村            | 多氣郡東黑部村             | 1954年10月15日 併入松阪市   | 松阪市                    | 2005年1月1日 合併為松阪市 | 2005年1月1日 合併為松阪市 |
| 港村           | 港村                    | 港村                      | 港村                       | 1954年10月15日 併入松阪市   | 松阪市                    | 2005年1月1日 合併為松阪市 | 2005年1月1日 合併為松阪市 |
| 港村           | 港村                    | 1924年4月1日 併入松阪町   | 1933年2月1日 改制為松阪市  | 1933年2月1日 改制為松阪市   | 松阪市                    | 2005年1月1日 合併為松阪市 | 2005年1月1日 合併為松阪市 |
| 松阪町         |                         |                           | 1933年2月1日 改制為松阪市  | 1933年2月1日 改制為松阪市   | 松阪市                    | 2005年1月1日 合併為松阪市 | 2005年1月1日 合併為松阪市 |
| 鈴止村         | 鈴止村                  | 1921年1月1日 併入松阪町   | 1933年2月1日 改制為松阪市  | 1933年2月1日 改制為松阪市   | 松阪市                    | 2005年1月1日 合併為松阪市 | 2005年1月1日 合併為松阪市 |
| 神戶村         | 神戶村                  | 1931年4月1日 併入松阪町   | 1933年2月1日 改制為松阪市  | 1933年2月1日 改制為松阪市   | 松阪市                    | 2005年1月1日 合併為松阪市 | 2005年1月1日 合併為松阪市 |
| 松江村         | 松江村                  | 松江村                    | 松江村                     | 1948年12月25日 併入松阪市。 | 松阪市                    | 2005年1月1日 合併為松阪市 | 2005年1月1日 合併為松阪市 |
| 朝見村         |                         |                           |                            | 1948年12月25日 併入松阪市。 | 松阪市                    | 2005年1月1日 合併為松阪市 | 2005年1月1日 合併為松阪市 |
| 伊勢寺村       | 伊勢寺村                | 伊勢寺村                  | 伊勢寺村                   | 1951年12月1日 併入松阪市    | 松阪市                    | 2005年1月1日 合併為松阪市 | 2005年1月1日 合併為松阪市 |
| 機殿村         | 機殿村                  | 機殿村                    | 機殿村                     | 1952年12月1日 併入松阪市    | 松阪市                    | 2005年1月1日 合併為松阪市 | 2005年1月1日 合併為松阪市 |
| 花岡村         | 花岡村                  | 1932年7月1日 改制為花岡町 | 1932年7月1日 改制為花岡町  | 1954年10月15日 併入松阪市   | 松阪市                    | 2005年1月1日 合併為松阪市 | 2005年1月1日 合併為松阪市 |
| 松尾村         |                         |                           |                            | 1954年10月15日 併入松阪市   | 松阪市                    | 2005年1月1日 合併為松阪市 | 2005年1月1日 合併為松阪市 |
| 西黑部村       |                         |                           |                            | 1954年10月15日 併入松阪市   | 松阪市                    | 2005年1月1日 合併為松阪市 | 2005年1月1日 合併為松阪市 |
| 茅廣江村       | 茅廣江村                | 茅廣江村                  | 茅廣江村                   | 茅廣江村                    | 1955年4月1日 併入松阪市   | 2005年1月1日 合併為松阪市 | 2005年1月1日 合併為松阪市 |
| 大石村         |                         |                           |                            |                             | 1955年4月1日 併入松阪市   | 2005年1月1日 合併為松阪市 | 2005年1月1日 合併為松阪市 |
| 漕代村         |                         |                           |                            |                             | 1955年4月1日 併入松阪市   | 2005年1月1日 合併為松阪市 | 2005年1月1日 合併為松阪市 |
| 射和村         | 射和村                  | 射和村                    | 射和村                     | 射和村                      | 1955年4月1日 併入松阪市   | 2005年1月1日 合併為松阪市 | 2005年1月1日 合併為松阪市 |
| 神山村         | 1908年4月1日 併入射和村 | 射和村                    | 射和村                     | 射和村                      | 1955年4月1日 併入松阪市   | 2005年1月1日 合併為松阪市 | 2005年1月1日 合併為松阪市 |
| 神山村         | 1908年4月1日 併入櫛田村 | 櫛田村                    | 櫛田村                     | 櫛田村                      | 1957年10月1日 併入松阪市  | 2005年1月1日 合併為松阪市 | 2005年1月1日 合併為松阪市 |
| 櫛田村         |                         | 櫛田村                    | 櫛田村                     | 櫛田村                      | 1957年10月1日 併入松阪市  | 2005年1月1日 合併為松阪市 | 2005年1月1日 合併為松阪市 |
| 大河內村       |                         |                           |                            |                             | 1957年10月1日 併入松阪市  | 2005年1月1日 合併為松阪市 | 2005年1月1日 合併為松阪市 |
| 柿野村         | 柿野村                  | 1924年1月1日 改制為柿野町 | 1924年1月1日 改制為柿野町  | 1924年1月1日 改制為柿野町   | 1956年8月1日 合併為飯南町 | 2005年1月1日 合併為松阪市 | 2005年1月1日 合併為松阪市 |
| 粥見村         | 粥見村                  | 粥見村                    | 1933年2月11日 改制為粥見町 | 1933年2月11日 改制為粥見町  | 1956年8月1日 合併為飯南町 | 2005年1月1日 合併為松阪市 | 2005年1月1日 合併為松阪市 |
| 宮前村         | 宮前村                  | 宮前村                    | 宮前村                     | 宮前村                      | 1956年8月1日 合併為飯高町 | 2005年1月1日 合併為松阪市 | 2005年1月1日 合併為松阪市 |
| 川俁村         |                         |                           |                            |                             | 1956年8月1日 合併為飯高町 | 2005年1月1日 合併為松阪市 | 2005年1月1日 合併為松阪市 |
| 森村           |                         |                           |                            |                             | 1956年8月1日 合併為飯高町 | 2005年1月1日 合併為松阪市 | 2005年1月1日 合併為松阪市 |
| 波瀨村         |                         |                           |                            |                             | 1956年8月1日 合併為飯高町 | 2005年1月1日 合併為松阪市 | 2005年1月1日 合併為松阪市 |